# Dánská gramatika
Dánská gramatika je popis mluvnického systému dánštiny. Mluvnice vychází z podobných principů jako mluvnice ostatních germánských jazyků, např. angličtiny nebo němčiny. Během historického vývoje proběhla v dánské mluvnici mnohá zjednodušení, související se ztrátou koncovek. Minimální ohýbání (flexe) dává současné dánštině převažující charakter analytického jazyka.
Pokud se při skloňování nebo časování připojují koncovky, jsou vždy silně redukované a nepřízvučné. Z tohoto důvodu mohou ze samohlásek obsahovat pouze redukované /e/, vyslovované jako [ə].

## Jmenný rod
Dánština gramaticky rozlišuje dva rody: společný (commune, utrum) a střední (neutrum).
Rod mužský (masculinum) a ženský (femininum) splynuly ve spisovném jazyce dohromady a až na výjimky se nerozlišují. (Zůstávají zachovány v některých nářečích. V jiných nářečích naopak rody zanikly úplně.)
Ve 3. osobě jednotného čísla se ve společném rodě existují 3 osobní zájmena:
- han – on; pro osoby a živé bytosti mužského rodu;
- hun – ona; pro osoby a živé bytosti ženského rodu;
- den – ono; pro věci, které patří gramaticky do společného rodu.

Rozlišuje se zde tedy kategorie osoby (han/hun) a neosoby (den).
Pro střední rod se používá zájmeno det.

## Člen
Podobně jako jiné germánské jazyky má dánština člen určitý a neurčitý.

### Neurčitý člen
Neurčitý člen má tvar en (společný rod) a et (střední rod), používá se jen v jednotném čísle a má význam „jeden“:
en kvinde – (jedna) žena, en mand – (jeden) muž, et barn – (jedno) dítě.

### Určitý člen
Určitý člen, který má význam „ten“, je tzv. postpozitivní. To znamená, že se připojuje jako koncovka k podstatnému jménu. Většinou má v jednotném čísle tvar -en (společný rod) a -et (střední rod), v množném čísle obvykle -ne (oba rody).
Příklady:
- by – byen – byer – byerne (město);
- kvinde – kvinden – kvinder – kvinderne (žena);
- hus – huset – huse – husene (dům);
- barn – barnet – børn – børnene (dítě).

Stojí‑li před podstatným jménem ještě přídavné jméno (v určitém tvaru), přesouvá se člen ve tvaru den, det, de před toto přídavné jméno a připojený člen odpadá (na rozdíl od příbuzné norštiny a švédštiny):
- den store by – (to) velké město,
- det gamle hus – (ten) starý dům,
- de unge kvinder – (ty) mladé ženy.

## Podstatná jména
Skloňování podstatných jmen je v dánštině poměrně jednoduché. Aglutinačním způsobem se ke kmeni podstatného jména připojují koncovky v následujícím pořadí:
- kmen – množné číslo (-0 / -e / -er) – určitý člen (-en / -et / -ne) – genitiv (-s)

Podstatné jméno může mít celkem 8 různých tvarů.

### Množné číslo
Nejčastější koncovkou množného čísla je -er. Jednoslabičná jména buď přijímají koncovku -e, nebo jsou bez koncovky. Následující tabulka uvádí příklady nejčastějších způsobů tvoření množného čísla.
| Rod      | Singular                                       | Singular                                | Množné číslo                        | Množné číslo                                     | Význam                             |
| Rod      | Neurčitý                                       | Určitý                                  | Neurčitý                            | Určitý                                           | Význam                             |
| -------- | ---------------------------------------------- | --------------------------------------- | ----------------------------------- | ------------------------------------------------ | ---------------------------------- |
| Společný | en bil en kvinde en ske en dreng en sol en mus | bilen kvinden skeen drengen solen musen | biler kvinder skeer drenge sole mus | bilerne kvinderne skeerne drengene solene musene | auto žena lžíce chlapec slunce myš |
| Střední  | et fængsel et æble et hus et lyn               | fængslet æblet huset lynet              | fængsler æbler huse lyn             | fængslerne æblerne husene lynene                 | vězení jablko dům blesk            |

### Pády
Původní germánský systém čtyř pádů (nominativ, genitiv, dativ, akuzativ) se v dánštině zredukoval na dva pády: nominativ a genitiv. Zbylé dva pády byly nahrazeny základním pádem, nominativem. Vztahy mezi větnými členy se vyjadřují pomocí pevného slovosledu a předložek.
Genitiv se tvoří připojením koncovky -s ke kterémukoliv tvaru podstatného jména, včetně tvarů s určitým členem:
| Pád       | Jednotné číslo | Jednotné číslo | Množné číslo | Množné číslo | Význam            |
| Pád       | neurčitý       | určitý         | neurčitý     | určitý       | Význam            |
| --------- | -------------- | -------------- | ------------ | ------------ | ----------------- |
| Nominativ | kvinde         | kvinden        | kvinder      | kvinderne    | žena / ženy       |
| Genitiv   | kvindes        | kvindens       | kvinders     | kvindernes   | ženy, ženin / žen |

Genitiv má téměř výhradně přivlastňovací funkci: Christians bil = Christianovo auto

## Přídavná jména
Přídavná jména mají dvojí tvary, a sice určité (silné skloňování) a neurčité (slabé skloňování).
Neurčitý tvar se používá s neurčitým členem nebo bez členu. V jednotném čísle je ve společném rodu bez koncovky. Ve středním rodu přibírá obvykle koncovku -t (tento tvar funguje i jako příslovce). V množném čísle přibírají přídavná jména koncovku -e. Např.:
- en dyr bil = nějaké drahé auto
- et gammelt hus = nějaký starý dům
- dyre biler = drahá auta
- gamle huse = staré domy

Shoda s podstatným jménem v rodě a čísle se uplatňuje také, pokud je přídavné jméno součástí přísudku:
- Bilen er gammel. = To auto je staré.
- Huset er gammelt. = Ten dům je starý.
- Husene er gamle. = Ty domy jsou staré.

Určitý tvar se používá ve spojení s určitým členem (viz též Člen), přivlastňovacími zájmeny a genitivem. Přídavné jméno přibírá koncovku -e, tento tvar je shodný ve všech rodech i obou číslech:
- den gamle båd = ten starý člun
- de gamle både = ty staré čluny
- det gamle huset = ten starý dům
- de gamle huse = ty staré domy
- vores gamle hus = náš starý dům
- Peters gamle bil = Petrovo staré auto

### Stupňování
Komparativ (2. stupeň) se tvoří příponou -ere a superlativ (3. stupeň) příponou -(e)st:
- hurtig – hurtigere – hurtigst = rychlý – rychlejší – nejrychlejší

Tvary komparativu jsou nesklonné. Superlativ se většinou pojí s určitým členem. V takovém případě tvoří určitý tvar, v němž připojuje koncovku -e:
- den hurtigste bil = nejrychlejší auto
- ti verdens største lande = deset největších zemí světa

V přísudku se superlativ používá v neurčitém tvaru:
- Rusland er størst. = Rusko je největší.

V mnoha případech (například u slov latinského a řeckého původu) se používá opisné stupňování pomocí mere (více) a mest (nejvíce):
- intelligent – mere intelligent – mest intelligent = inteligentní – inteligentnější (více inteligentní) – nejinteligentnější (nejvíce inteligentní)

### Základní a řadové číslovky
| Číslovka      | Základní číslovky                          | Základní číslovky                                   | Řadové číslovky                        | Řadové číslovky                                  |
| Číslovka      | Psaní                                      | Výslovnost                                          | Psaní                                  | Výslovnost                                       |
| ------------- | ------------------------------------------ | --------------------------------------------------- | -------------------------------------- | ------------------------------------------------ |
| 0             | nul                                        | [ˈnɔl]                                              | nulte                                  | [ˈnɔld̥ə]                                         |
| 1             | en, et                                     | [ˈeːˀn], [ed̥]                                       | første                                 | [ˈfɶ(ɐ̯)sd̥ə]                                      |
| 2             | to                                         | [ˈtˢoːˀ]                                            | anden, andet                           | [ˈann̩], [ˈanəð̞]                                  |
| 3             | tre                                        | [ˈtˢʁ̥æːˀ]                                           | tredje                                 | [ˈtˢʁ̥að̞jə]                                       |
| 4             | fire                                       | [ˈfiːɐ]                                             | fjerde                                 | [ˈfjɛːɐ] or [ˈfjeːɐ]                             |
| 5             | fem                                        | [ˈfɛmˀ] (v řeči mladých lidí též [ˈfœmˀ])           | femte                                  | [ˈfɛmd̥ə]                                         |
| 6             | seks                                       | [ˈsɛɡ̊s]                                             | sjette                                 | [ˈɕɛːd̥ə]                                         |
| 7             | syv                                        | [ˈsyʊ̯ˀ]                                             | syvende                                | [ˈsyʊ̯ˀnə]                                        |
| 8             | otte                                       | [ˈɔːd̥ə]                                             | ottende                                | [ˈʌd̥nə]                                          |
| 9             | ni                                         | [ˈniːˀ]                                             | niende                                 | [ˈniːˀnə]                                        |
| 10            | ti                                         | [ˈtˢiːˀ]                                            | tiende                                 | [ˈtˢiːˀnə]                                       |
| 11            | elleve                                     | [ˈɛlʋə]                                             | ellevte                                | [ˈɛlfd̥ə]                                         |
| 12            | tolv                                       | [ˈtˢʌlˀ]                                            | tolvte                                 | [ˈtˢʌld̥ə]                                        |
| 13            | tretten                                    | [ˈtˢʁ̥ɑd̥n̩]                                           | trettende                              | [ˈtˢʁ̥ɑd̥nə]                                       |
| 14            | fjorten                                    | [ˈfjoɐ̯d̥n̩]                                           | fjortende                              | [ˈfjoɐ̯d̥nə]                                       |
| 15            | femten                                     | [ˈfɛmd̥n̩]                                            | femtende                               | [ˈfɛmd̥nə]                                        |
| 16            | seksten                                    | [ˈsɑjsd̥n̩]                                           | sekstende                              | [ˈsɑjs(d̥)nə]                                     |
| 17            | sytten                                     | [ˈsød̥n̩]                                             | syttende                               | [ˈsød̥nə]                                         |
| 18            | atten                                      | [ˈad̥n̩]                                              | attende                                | [ˈad̥nə]                                          |
| 19            | nitten                                     | [ˈned̥n̩]                                             | nittende                               | [ˈned̥nə]                                         |
| 20            | tyve                                       | [ˈtˢyːʊ]                                            | tyvende                                | [ˈtˢy(ː)ʊ̯nə]                                     |
| 21            | enogtyve                                   | [ˈeːˀnɐˌtˢyːʊ]                                      | enogtyvende                            | [ˈeːˀnɐˌtˢy(ː)ʊ̯nə]                               |
| 22            | toogtyve                                   | [ˈtˢoːˀɐˌtˢyːʊ]                                     | toogtyvende                            | [ˈtˢoːˀɐˌtˢy(ː)ʊ̯nə]                              |
| 30            | tredive                                    | [ˈtˢʁ̥ɑð̞ʋə]                                          | tredivte                               | [ˈtˢʁ̥ɑð̞fd̥ə]                                      |
| 40            | fyrre (zast. fyrretyve)                    | [ˈfɶːɐ] ([ˈfɶːɐˌtˢyːʊ])                             | fyrretyvende                           | [ˈfɶːɐˌtˢyːʊ̯nə]                                  |
| 50            | halvtreds (zast. halvtredsindstyve)        | [halˈtˢʁ̥as] ([halˈtˢʁ̥asn̩sˌtˢyːʊ])                   | halvtredsindstyvende                   | [halˈtˢʁ̥asn̩sˌtˢy(ː)ʊ̯nə]                          |
| 60            | tres (zast. tresindstyve)                  | [ˈtˢʁ̥as] ([ˈtˢʁ̥asn̩sˌtˢyːʊ])                         | tresindstyvende                        | [ˈtˢʁ̥asn̩sˌtˢy(ː)ʊ̯nə]                             |
| 70            | halvfjerds (zast. halvfjerdsindstyve)      | [halˈfjæɐ̯s] ([halˈfjæɐ̯sn̩sˌtˢyːʊ])                   | halvfjerdsindstyvende                  | [halˈfjæɐ̯sn̩sˌtˢy(ː)ʊ̯nə]                          |
| 80            | firs (zast. firsindstyve)                  | [ˈfiɐ̯ˀs] ([ˈfiɐ̯ˀsn̩sˌtˢyːʊ])                         | firsindstyvende                        | [ˈfiɐ̯ˀsn̩sˌtˢy(ː)ʊ̯nə]                             |
| 90            | halvfems (zast. halvfemsindstyve)          | [halˈfɛmˀs] ([halˈfɛmˀsn̩sˌtˢyːʊ])                   | halvfemsindstyvende                    | [halˈfɛmˀsn̩sˌtˢy(ː)ʊ̯nə]                          |
| 100           | hundred(e), et hundred(e)                  | [(ˈed̥) ˈhun(ʁ)ɐð̞(ð̞̩)]                                | hundrede, et hundrede                  | [(ˈed̥) ˈhun(ʁ)ɐð̞(ð̞̩)]                             |
| 101           | (et) hundred(e) (og) en                    | [(ˈed̥) ˈhun(ʁ)ɐð̞ (ɐ) ˈeːˀn]                         | (et) hundred(e) (og) første            | [(ˈed̥) ˈhun(ʁ)ɐð̞ (ɐ) ˈfɶ(ɐ̯)sd̥ə]                  |
| 200           | to hundred(e)                              | [ˈtˢoːˀ ˈhun(ʁ)ɐð̞(ð̞̩)]                               | to hundrede                            | [ˈtˢoːˀ ˈhun(ʁ)ɐð̞(ð̞̩)]                            |
| 1,000         | tusind, et tusind                          | [(ˈed̥) ˈtˢuːˀsn̩]                                    | tusinde, et tusinde                    | [(ˈed̥) ˈtˢuːˀsnə]                                |
| 1,100         | et tusind et hundred(e), elleve hundred(e) | [ˈed̥ ˈtˢuːˀsn̩ ˈed̥ ˈhun(ʁ)ɐð̞(ð̞̩), ˈɛlʋə ˈhun(ʁ)ɐð̞(ð̞̩)] | et tusind et hundrede, elleve hundrede | [ˈtˢuːˀsnə ˈed̥ ˈhun(ʁ)ɐð̞(ð̞̩), ˈɛlʋə ˈhun(ʁ)ɐð̞(ð̞̩)] |
| 2,000         | to tusind                                  | [ˈtˢoːˀ ˈtˢuːˀsn̩]                                   | to tusinde                             | [ˈtˢoːˀ ˈtˢuːˀsnə]                               |
| 1,000,000     | en million, en million                     | [ˈeːˀn mil(i)ˈjoːˀn]                                | millonte                               | [mil(i)ˈjoːˀnd̥ə]                                 |
| 2,000,000     | to millioner                               | [ˈtˢoːˀ mil(i)ˈjoːˀnɐ]                              | to millonte                            | [ˈtˢoːˀ mil(i)ˈjoːˀnd̥ə]                          |
| 1,000,000,000 | en milliard                                | [ˈeːˀn mil(i)ˈjɑːˀd̥]                                | milliardte                             | [mil(i)ˈjɑːˀd̥ə]                                  |
| 2,000,000,000 | to milliarder                              | [ˈtˢoːˀ mil(i)ˈjɑːˀd̥ɐ]                              | to milliardte                          | [ˈtˢoːˀ mil(i)ˈjɑːˀd̥ə]                           |

Pojmenování desítek v dánštině, na rozdíl od jiných germánských jazyků, vychází z dvacítkové soustavy (podobně jako např. ve francouzštině). Například pojmenování číslovky 50 (norsky femti, švédsky femtio) je halvtred-s(inds-tyve) = 2½ x 20. Obdobným způsobem se odvozují další názvy desítek kromě 30 a 40.
U číslovek 21–99 předcházejí jednotky desítkám: toogtyve (slož. to-og-tyve) = dvaadvacet.

## Slovesa
Dánská slovesa se podle způsobu časování dělí na slabá a silná. Kromě toho existují slovesa způsobová a nepravidelná.
Dánská slovesa svými tvary vyjadřují kategorii času, způsobu a rodu. Osoba a číslo jsou vyjadřovány podmětem (ve větě musí být vždy vyjádřen). Slovesa pro tyto kategorie nemají zvláštní tvary, nepřijímají žádné osobní koncovky.

### Infinitiv
Infinitiv má většinou koncovku -e nebo je vyjádřen pouze kmenem slovesa a končí jinou samohláskou. Často před ním ve větě bývá částice at:
- at tale – mluvit, at købe – koupit, at tro – věřit, at skrive – psát, at finde – najít

### Přítomný čas
Přítomný čas většiny sloves (kromě způsobových) přijímá koncovku -(e)r:
- jeg taler – mluvím, vi køber – kupujeme, du tror – věříš, han skriver – (on) píše, jeg finder – nacházím

### Minulé časy
Minulý čas (préteritum) se u slabých sloves tvoří koncovkou -ede nebo -te. Silná slovesa jsou zpravidla bez koncovky a mění kmenovou samohlásku. Některá však přijímají navíc koncovku -t:
- jeg talede – mluvil jsem, jeg købte – koupil jsem, jeg troede – věřil jsem, jeg skrev – psal jsem, jeg fundt

Jednoduchý minulý čas vyjadřuje skončené děje, které nemají dosah do přítomnosti:
- Svend boede i Danmark i 20 år. – Svend bydlel v Dánsku 20 let. (Už tam nebydlí.)

Předpřítomný čas (perfektum) se tvoří pomocí har/er + příčestí minulé. Vyjadřuje děje, které započaly v minulosti a přetrvávají do přítomnosti, případně svými důsledky ovlivňují přítomnost.
- Svend har boet i Danmark i 20 år. – Svend bydlí v Dánsku (už) 20 let. (Stále tam bydlí.)

Předminulý čas (plusquamperfektum) se tvoří havde/var + příčestí minulé. Vyjadřuje minulé děje, které skončily před jinými ději v minulosti. Často se používá v časové souslednosti:
- Hon troede, at han havde købt en ny bil. – Myslela si, že si koupil nové auto.

Většina sloves má v perfektních časech pomocné sloveso have (mít). Avšak některá slovesa, která neváží předmět, zejména ta, která vyjadřují pohyb nebo změnu, mají pomocné sloveso være (být):
- han er død – zemřel

### Budoucí čas
Pro vyjádření budoucnosti používá dánština několik různých způsobů, které se liší postojem mluvčího k budoucímu ději. Neutrální je použití přítomného času spolu s časovým určením, které se vztahuje k budoucnosti:
- Jeg kommer kloken fem. – Přijdu v pět hodin.

Další možností je budoucí čas, který se tvoří buď skal + infinitiv, nebo vil + infinitiv. Pomocné sloveso skal odkazuje na děje, které je možné vůlí ovlivnit, nebo také vyjadřuje povinnost. Sloveso vil vyjadřuje přání, ale také se vztahuje k dějům, které mluvčí ovlivnit nemůže:
- Vi skal gå til Århus til jul. – Na Vánoce pojedeme do Århusu.
- Det vil regne på lørdagen. – V sobotu bude pršet.
- Jeg skal gøre det i morgen. – Udělám to zítra. (musím)
- Jeg vil gøre det i morgen. – Udělám to zítra. (chci)

Budoucí děje, které není možné ovlivnit, se též hovorověji a bez modálního zabarvení (vil – chci) vyjadřují vazbou kommer til at + infinitiv:
- Du skal tage varmt tøj, ellers kommer du til at fryse. – Měl by sis vzít teplé oblečení, nebo zmrzneš.
- Det kommer til at regne i morgen. – Zítra bude pršet.

### Rozkazovací způsob
Rozkazovací způsob (imperativ) pro 2. osobu jednotného i množného čísla je shodný s kmenem slovesa. Pokud infinitiv končí -e, tato koncovka v imperativu odpadá. Infinitiv zakončený jinou samohláskou je shodný s imperativem:
- (at) vente (čekat) – vent! (čekej! čekejte!)
- (at) sove (spát) – sov! (spi! spěte!)
- (at) gå (jít) – gå! (jdi! jděte!)

### Podmiňovací způsob
V dánštině se důsledně rozlišuje podmiňovací způsob (kondicionál) přítomný a minulý.
Přítomný kondicionál se tvoří skulle + infinitiv nebo ville + infinitiv:
- Han ville komme. – Přišel by.
- Vi skulle ikke tale om det. – Neměli bychom o tom hovořit.

Minulý kondicionál vyjadřuje nesplnitelnou podmínku. Tvoří se skulle/ville + have/være + příčestí minulé:
- Jeg ville have gjort det. – Byl bych to udělal.
- Vi skulle have sagt det til hende. – Měl jí to říct.
- I skulle være rejst til København, ikke til Odense. – Měli jste jet do Kodaně, ne do Odense.

Významový rozdíl mezi pomocnými způsobovými slovesy skulle a ville je podobný jako u skal a vil v budoucím čase. Použití pomocného slovesa have nebo være v minulém kondicionálu se řídí stejnými pravidly jako při tvoření perfekta.

### Trpný rod
Trpný rod (pasivum) se tvoří buď opisně, nebo připojením koncovky -s (s-pasivum).
Opisné pasivum se tvoří spojením slovesa blive (stát se) nebo være (být) a příčestí minulého/trpného. Sloveso blive vyjadřuje samotný děj (dějové pasivum), zatímco være vyjadřuje výsledek děje (stavové pasivum):
- Der blev fundet en bombe. – Našla se tam (byla tam nalezena) bomba. (dějové pasivum)
- Borgen blev bygget på 13-tallet. – Hrad byl postaven ve 14. století. (dějové pasivum)
- Husene er bygget. – Domy jsou postavené. (stavové pasivum: Byly postaveny v minulosti a stále stojí.)

Příčestí je v těchto konstrukcích nesklonné a není v mluvnické shodě s podmětem.
S-pasivum je formálnější něž opisné pasivum. Koncovku -s lze teoreticky připojit ke všem slovesným tvarům, omezuje se však na infinitiv a přítomný čas (odpadá koncové -r). Méně často se použije v préteritu. (Na rozdíl od švédštiny, kde je s-pasivum běžné a používá se ve všech možných tvarech.) Příklady:
- Hårdkogte æg koges i 9–10 minutter. – Vejce natvrdo se vaří 9–10 minut.
- Pære eller æbler kan tilsættes. – Mohou se přidat hrušky nebo jablka.

S-tvary kromě pasiva mají ještě další použití:
- deponetní slovesa – slovesa ve tvaru pasiva, avšak s významem činného rodu (aktiva), např. findes (nacházet se, vyskytovat se), trives (cítit se dobře, dařit se, prosperovat);
- reciproční slovesa – slovesa vyjadřující vzájemnost, např. mødes (sejít se, setkat se).

U těchto sloves se koncovka -s na rozdíl od pasiva připojuje ve všech časech a způsobech:
- Jeg har mødtes med en pæn pige. – Setkal jsem se s pěknou dívkou. (perfektum)

### Příčestí
Příčestí přítomné se tvoří pravidelně koncovkou -ende. Je nesklonné. Používá se buď jako přídavné jméno, nebo ve funkci přechodníku:
- den elskende mor – milující matka
- et menneskeædende uhyre – příšera požírající lidi
- Han gik syngende ned ad gaden. – Šel ulicí zpívaje.

Příčestí minulé/trpné se jednak používá při tvoření perfekta a trpného rodu, jednak jako přídavné jméno.
Tvoří se koncovkou -et nebo -t. Tvary následující sloveso jsou nesklonné:
- Nøglerne blev fundet. – Klíče byly nalezeny. (srovnej dále)

Pokud se příčestí použije jako přídavné jméno v přívlastku, tvoří množné číslo a určitý tvar připojením koncovky -ede nebo -te u slabých sloves a u většiny silných sloves -ne. U části silných sloves je též možný tvar pro společný rod (jednotné číslo) s koncovkou -en:
- en funden nøgle – (nějaký) nalezený klíč
- den fundne nøgle – (ten) nalezený klíč
- fundne nøgler – nalezené klíče
- en elsket kvinde – milovaná žena
- elskede kvinder – milované ženy
- et elsket barn – milované dítě
- mit elskede barn – moje milované dítě
- et byggt hus – postavený dům
- byggte huse – postavené domy

### Přehled časování sloves
|               | Infinitiv | Přítomný čas | Préteritum | Perfektum  | Příčestí trpné                  | Překlad |
| ------------- | --------- | ------------ | ---------- | ---------- | ------------------------------- | ------- |
| Slabá slovesa | kaste     | kaster       | kastede    | har kastet | kastet – kastede                | hodit   |
| Slabá slovesa | lyse      | lyser        | lyste      | har lyst   | lyst – lyste                    | svítit  |
| Slabá slovesa | bo        | bor          | boede      | har boet   | boet – boede                    | bydlet  |
| Silná slovesa | synge     | synger       | sang       | har sunget | sungen/sunget – sunget – sungne | zpívat  |
| Silná slovesa | finde     | finder       | fandt      | har fundet | funden/fundet – fundet – fundne | najít   |

## Slovosled
Základní pořadí členů jednoduché věty s podmětem a předmětem je Subject–Verb–Object. Dánština je však zároveň V2 jazyk, což znamená, že
Sloveso musí být ve větě vždy na druhé pozici. Dánský gramatik Paul Diderichsen zavedl rozdělování vět na pole, pomocí kterých lze popsat přesun určitých větných členů před sloveso (do „základního“ pole) pro dosažení různých pragmatických efektů. Větný materiál obsazující pozici před slovesem obvykle musí mít nějakou pragmatickou funkci, zpravidla jde buď o novou informaci nebo větné téma. Neexistuje žádné pravidlo, že podmět musí být před slovesem, ale protože podmět je často tématem, podmět často před slovesem je. Pokud se jakýkoli větný materiál, které není podmětem, objeví před slovesem, je podmět odsunut za sloveso a pořadí větných členů bude VSO.
- Peter (S) så (V) Jytte (O): „Peter viděl Jytte“

ale
- I går så (V) Peter (S) Jytte (O): „Včera Peter viděl Jytte“

Pokud ve větě není žádný pragmaticky vyznačený člen, který by zaujal pozici před slovesem (například pokud všechna informace je nová), pozice je obsazena prázdným podmětem „der“.
- der kom en pige ind ad døren: , „Do dveří vešla dívka“

### Hlavní věty
Haberland popisuje základní pořadí složek hlavní věty pomocí osmi pozic:
| Og                                  | ham  | havde | Per | ikke | skænket | en tanke | i årevis    |
| A                                   | jemu | měl   | Per | ne   | dal     | myšlenku | (celé) roky |
| 0                                   | 1    | 2     | 3   | 4    | 5       | 6        | 7           |
| „A na něj Per celé roky nepomyslel“ |      |       |     |      |         |          |             |

Pozice 0 není vlastně součástí věty a může obsahovat pouze větné konektory (například spojky nebo citoslovce). Pozice 1 může obsahovat jakékoli složky věty. Pozice 2 může obsahovat pouze hlavní sloveso. Pozice 3 je pozice podmětu, pokud není přemístěn na pozici 1. Pozice 4 může obsahovat pouze jednoduchá adverbia a negaci. Pozice 5 je pro nefinitní slovesa, například pomocná. Pozice 6 je pozice přímého a nepřímého předmětu, a pozice 7 je pro složité adverbiální složky.
Otázky s tázacími slovy se tvoří jinak než zjišťovací otázky. Tázací slovo je vždy před slovesem bez ohledu na to, zda má funkci podmětu, předmětu nebo příslovečného určení. V zjišťovacích otázkách je pole před slovesem prázdné, takže věta začíná slovesem.
Wh-otázka:
- hvem så hun?: koho viděla ona, „Koho viděla?“
- så hun ham?: viděla ona jeho?, „Viděla ho?“

### Vedlejší věty
Vedlejší věty mají jinou strukturu než hlavní věty. Ve vedlejších větách je před slovesem podmět a lehký adverbiální materiál (například negace). Větné komplementy začínají částicí at ve „spojovacím poli“.
- Han sagde, at han ikke ville gå: on řekl, že on ne chtěl jít, „Řekl, že nechtěl jít“

Vztažné věty jsou vyznačeny relativním členem som nebo der, který zaujímá pozici před slovesem:
- Jeg kender en mand, som bor i Helsingør:[6] „Znám muže, který žije v Helsingøru“